# كويلة كومانسية
كويلة كومانسية (الاسم العلمي:Coilia coomansi) (بالإنجليزية: Cooman's grenadier anchovy)‏ هي نوع من الأسماك تتبع جنس الكويلة من الفصيلة البلمية.